# Gare de Ribécourt
Gare de Ribécourt vasútállomás Franciaországban, Ribécourt-Dreslincourt településen.

## Vasútvonalak
Az állomást az alábbi vasútvonalak érintik:
- Creil–Jeumont-vasútvonal

## Kapcsolódó állomások
A vasútállomáshoz az alábbi állomások vannak a legközelebb:
- Gare de Thourotte
- Gare d’Ourscamps